# Alice Politz

Alice Politz

Alice Marie Politz, verehelichte Alice Daffner, auch Alice Daffner-Politz, (* 18. Juni 1867 in Wien; † 1946) war eine deutsche Theaterschauspielerin.

## Leben
Alice Politz wurde 1867 in der österreichischen Landeshauptstadt Wien geboren. Nach dem Schulbesuch studierte sie Schauspielunterricht am Wiener Konservatorium. Im Jahre 1886 erhielt sie ihre erste Anstellung als Schauspielerin unter August Förster am Deutschen Theater in Berlin. Im darauffolgenden Jahr wechselte sie an das Stadttheater nach Leipzig. Ab 1890 war Alice Politz Mitglied des Königlichen Hoftheaters Dresden und trat im Königlichen Schauspielhaus vor allem als jugendliche Liebhaberin auf. Bekannt wurde sie vor allem durch ihre eindrucksvolle Darstellung des Gretchens in Goethes Faust, die sie von 1904 bis 1906 verkörperte. Ihre Nachfolgerin als Hofschauspielerin in Dresden wurde am 1. Juli 1907 Gertrud Tressnitz.

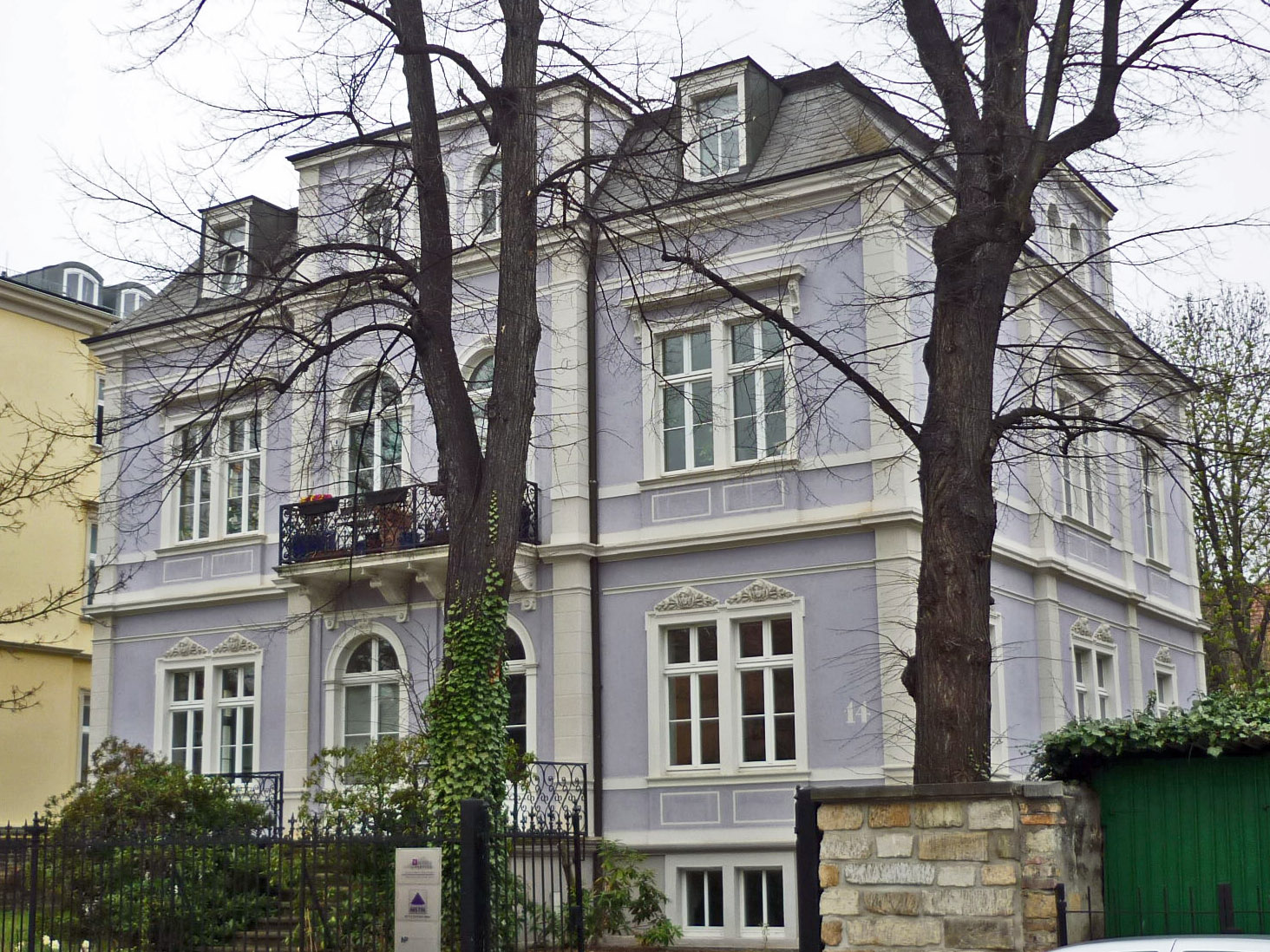
Denkmalgeschützte Villa Kaitzer Straße 14

Nach der Heirat mit dem Redakteur für Musik und des Feuilletons der Dresdner Nachrichten, Hugo Daffner, 1908 in Dresden war sie als Alice Daffner Lektor für Redekunst an der Technischen Hochschule Dresden. Zu ihren Schülern gehörte u. a. der Schweizer Schauspieler Heinz Woester (1901–1970). In Dresden wohnte sie lange Zeit in der Kaitzer Straße 14. Über ihre Erfahrungen als Austauschlehrerin in Amerika in den Jahren 1930/31 berichtete sie 1933 im Pädagogischen Zentralblatt.
1884 wurde ihr Austritt aus dem mosaischen Glauben amtlich bestätigt.
Mit Hugo Daffner hatte sie den 1911 geborenen Sohn Franz Daffner. Ihr Ehemann kam im Jahre 1936 im Konzentrationslager Dachau ums Leben.